# Niccolò di Tommaso
Niccolò di Tommaso (Firenze, ... – ...; fl. XIV secolo) è stato un pittore italiano, documentato tra il 1339 e il 1376.

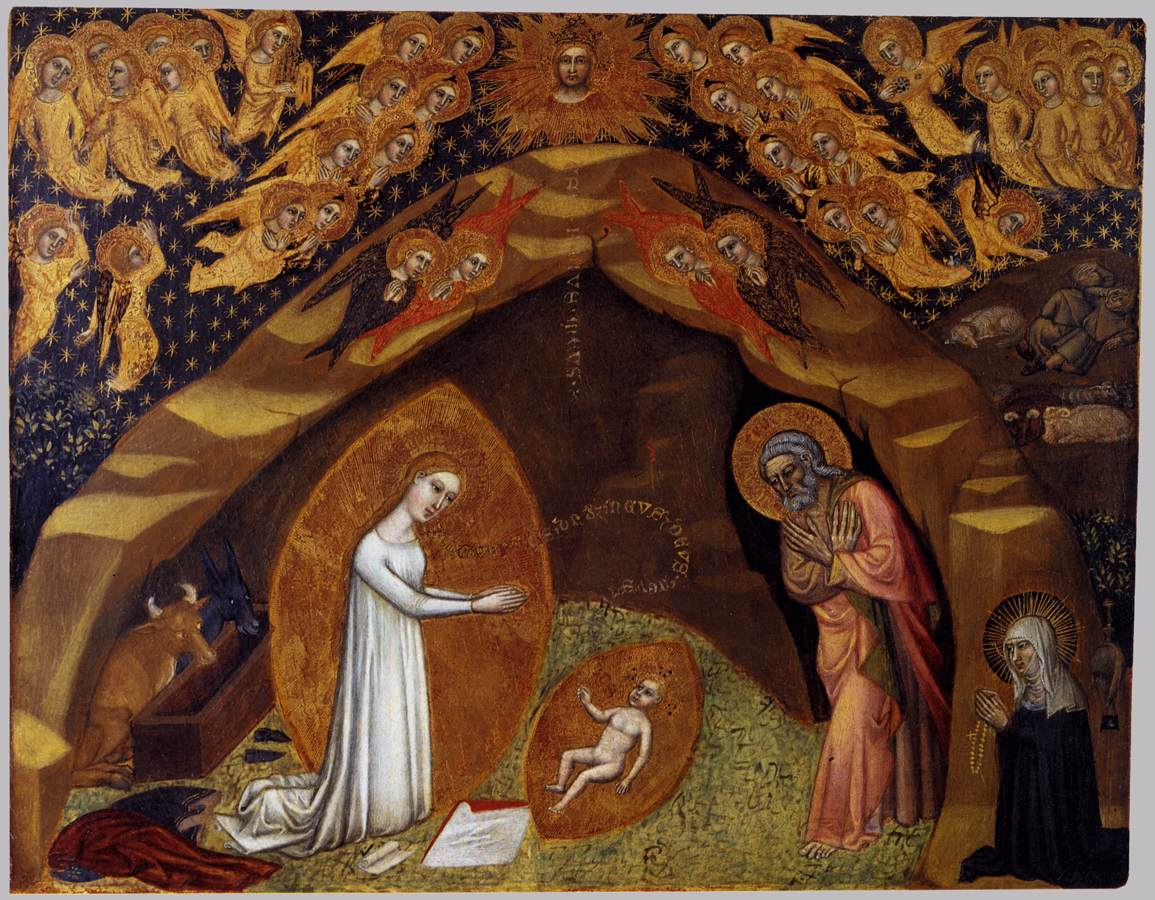
Visione di santa Brigida della Natività, Pinacoteca Vaticana

Influenzato da Nardo di Cione, fu un valido frescante, ad esempio nel ciclo dell'ospizio di Sant'Antonio a Pistoia. Tra le opere principali un trittico al Museo di San Martino a Napoli e varie opere di medio/piccolo formato, destinate alla devozione privata.